# Marshalltown (Iowa)
Marshalltown  è una città degli Stati Uniti d'America, nella Contea di Marshall dello Stato del Iowa.
Al censimento del 2000 possedeva una popolazione di 26 009 abitanti. Venne fondata nel 1853 da Henry Anson.